# The Lavender Bath Lady
The Lavender Bath Lady è un film muto del 1922 diretto da King Baggot.

## Produzione
Il film fu prodotto dalla Universal Film Manufacturing Company.

## Distribuzione
Il copyright del film, richiesto dalla Universal Film Manufacturing Co., fu registrato il 26 ottobre 1922 con il numero LP18341.
Distribuito dalla Universal Film Manufacturing Company, il film uscì nelle sale degli Stati Uniti il 13 novembre 1922. In Portogallo, dove fu distribuito il 15 agosto 1923, prese il titolo A Bela Criadinha.
Non si conoscono copie ancora esistenti della pellicola che viene considerata presumibilmente perduta.